# 西安旅游股份
西安旅游股份有限公司 （深交所：000610）是中国深圳证券交易所的一家上市公司，主营业务范围为旅游业。

## 历史
前身是1956年成立的西安福利公司，1996年9月26日在深圳证券交易所正式挂牌上市，2011年，该公司主营业务收入为774731867.07元，公司净利润为27535771.62元，公司总资产为665747254.15元。